# أوائلية صوتية
أوائلية صوتية هي نظام تسمية الحروف بأسماء تبتدأ بها. مثلا، اسم حرف ج «الجيم» يبدأ به، غير أن اسم حرف F «إف» ليس كذلك.